# NGC 2456
NGC 2456 est une galaxie elliptique située dans la constellation du Lynx. NGC 2456 a été découverte par l'astronome britannique John Herschel en 1831.

## Caractéristiques
Sa vitesse par rapport au fond diffus cosmologique est de 7 460 ± 28 km/s, ce qui correspond à une distance de Hubble de 110,0 ± 7,7 Mpc (∼359 millions d'al).